# Massawa Circuit
Il Massawa Circuit (in italiano Circuito di Massaua) è una corsa in linea maschile di ciclismo su strada che si svolge nella città di Massaua, in Eritrea, ogni anno in aprile. Si corre all'indomani del Fenkil Northern Red Sea Challenge e anticipa il Giro d'Eritrea. Nata nel 2016, è subito entrata a far parte dell'UCI Africa Tour come evento di classe 1.2.

## Albo d'oro
Aggiornato all'edizione 2016.
| Anno | Vincitore          | Secondo       | Terzo         |
| ---- | ------------------ | ------------- | ------------- |
| 2016 | Tesfom Okubamariam | Yonatan Haile | Meron Teshome |